# 쿤헤제시

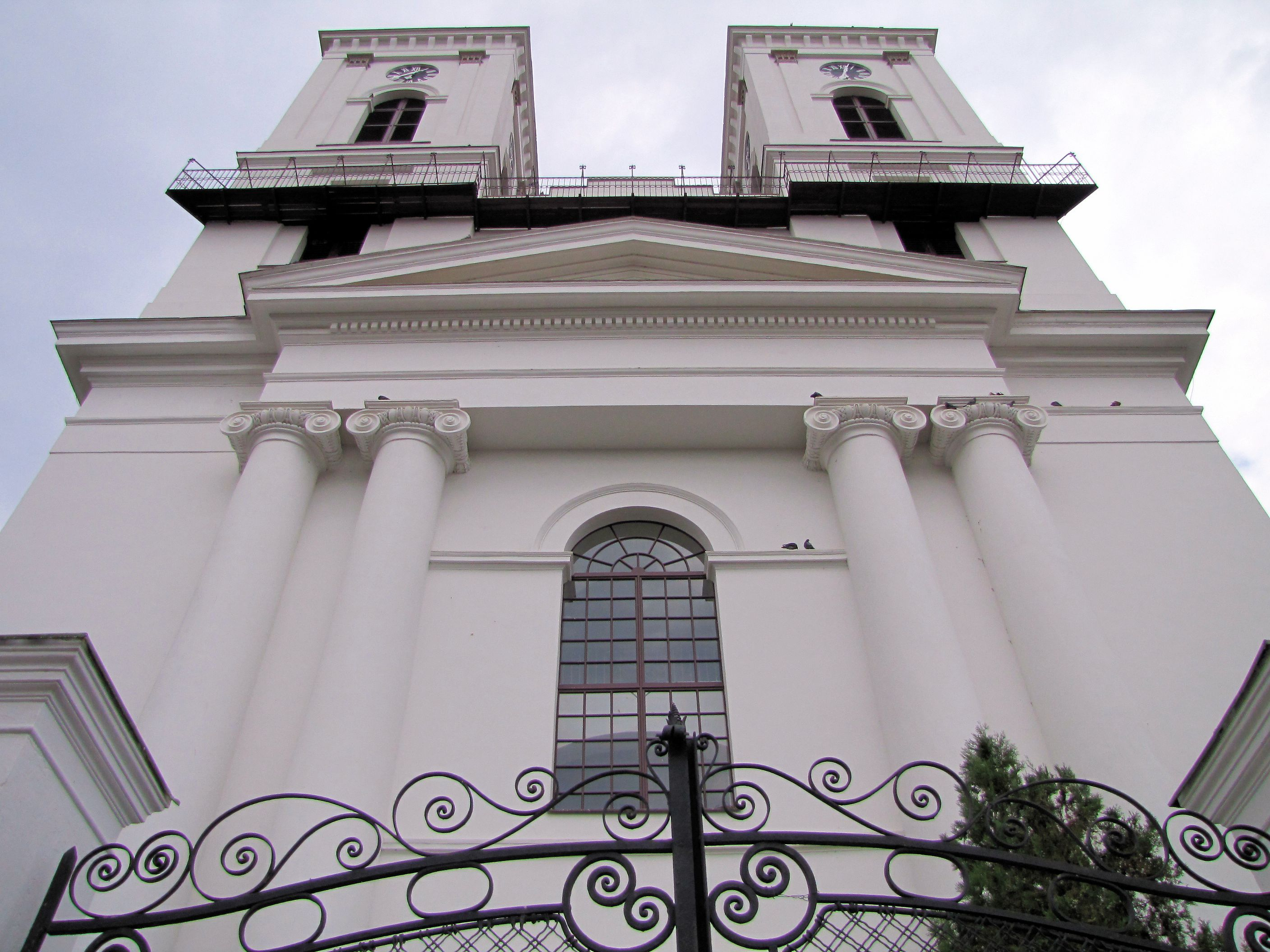
쿤헤제시에 위치한 개혁주의 교회당

쿤헤제시(헝가리어: Kunhegyes)는 헝가리 야스너지쿤솔노크주에 위치한 도시로 면적은 148.94km2, 인구는 7,521명(2018년 기준), 인구 밀도는 57.7명/km2이다. 쿤헤제시구의 행정 중심지이기도 하다. 솔노크에서 약 50km 정도 떨어진 곳에 위치한다.

시기
시 문장